# 국가와 혁명

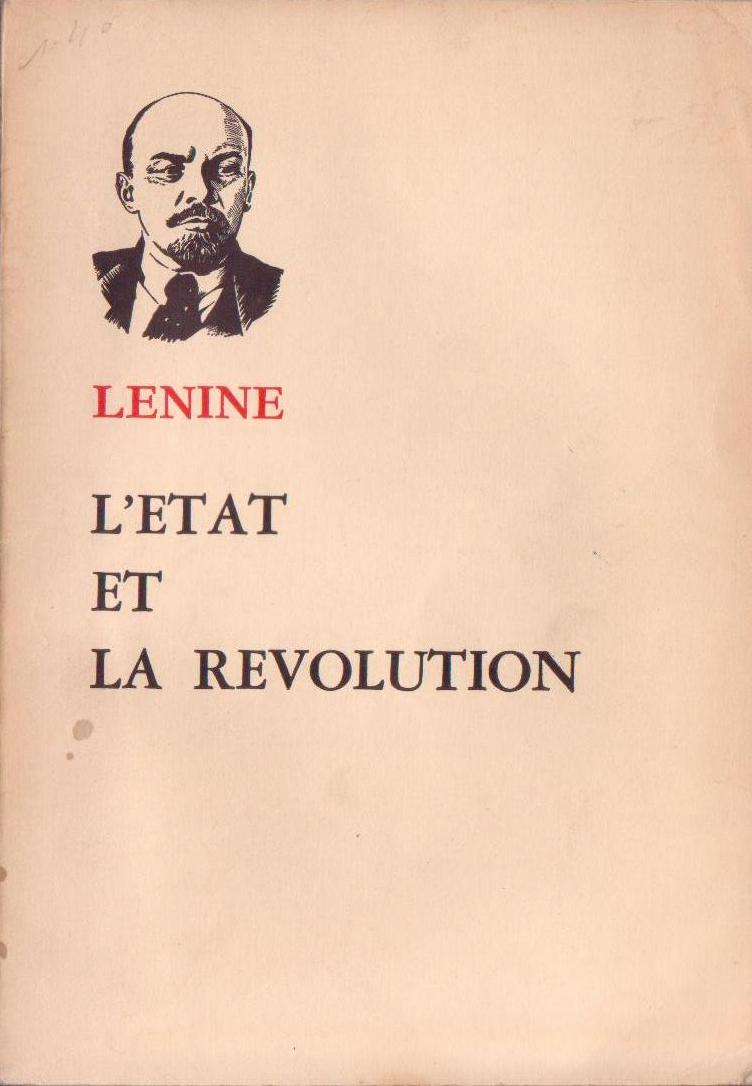
1917년 발간된 프랑스어 판본

《국가와 혁명》(國家-革命, 러시아어: Государство и революция)은 레닌이 1917년 출판한 책이다. 1917년 4월 레닌은 러시아에 귀국하여 혁명의 방향을 명확하게 사회주의 혁명으로 정립하는 4월 테제를 제안한 후, 프롤레타리아트의 권력쟁취 싸움이 가까워졌다고 보고 이 책을 집필하였다. 마르크스와 엥겔스의 대변자 역할로서 '고타강령비판'등을 주관적으로 해석하여 반대 의견에 대해 반박하고, 프롤레타리아 혁명과 국가의 관계를 논하고, 더 나아가 장래의 프롤레타리아 독재 문제, 국가의 사멸까지 다루고 있다. 레닌은 이 책에서, 특히 제2 인터내셔널의 기회주의적 국가학설을 비판했다.